# Klooster van Poblet

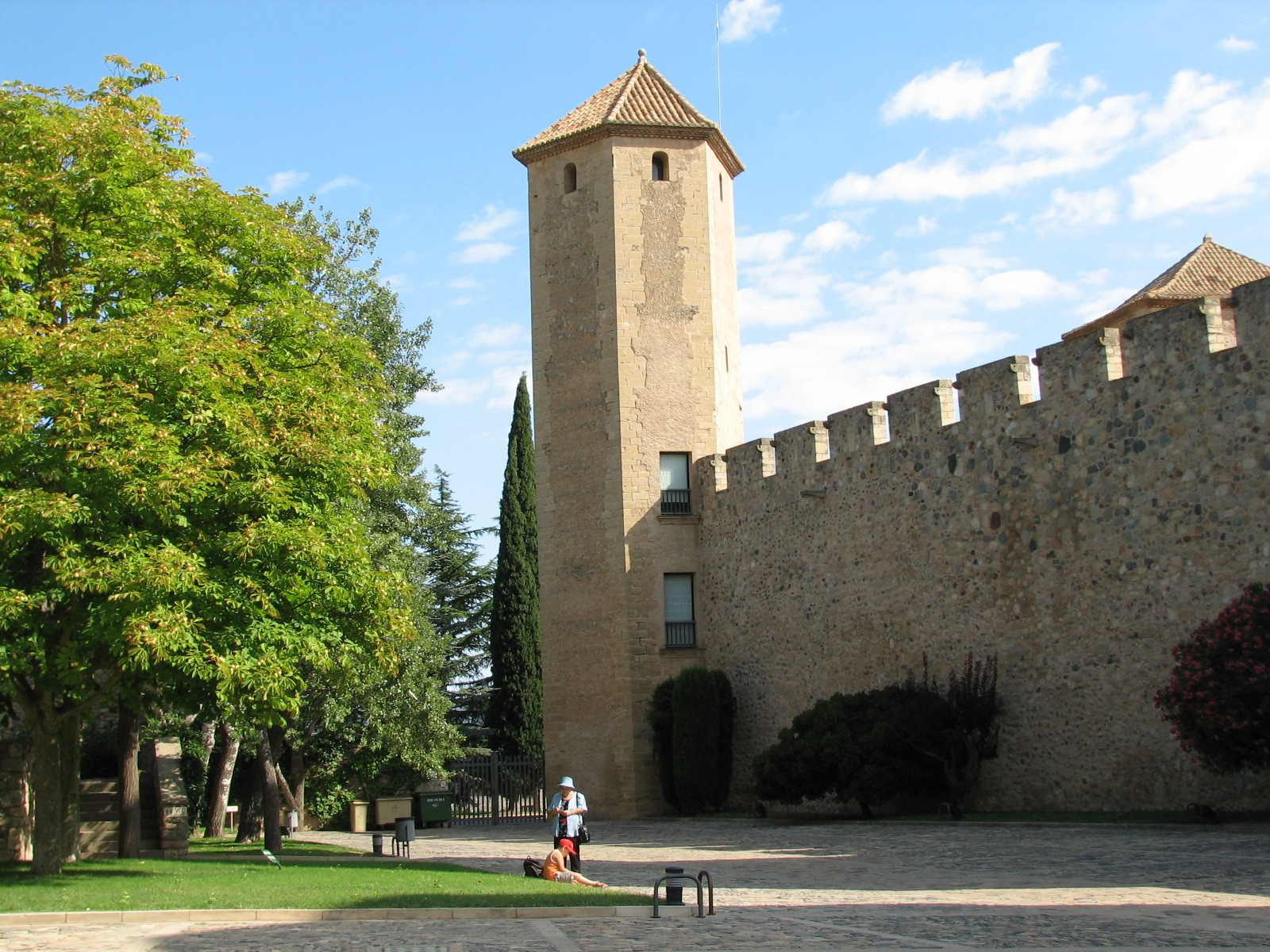
Klooster van Poblet

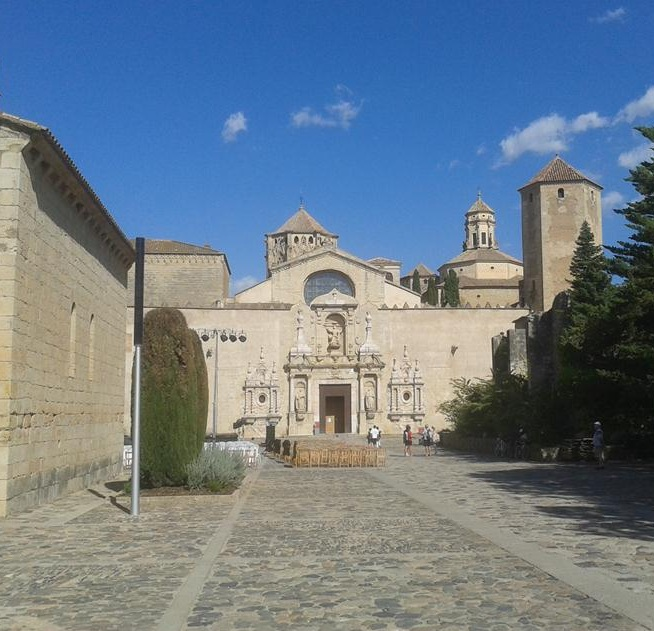
Klooster van Poblet

Het Klooster van Poblet of het Monestir de Santa Maria de Poblet is een cisterciënzer klooster in Catalonië in Spanje. Het ligt op het grondgebied van Vimbodí. Het werd in 1151 opgericht door cisterciënzer monniken uit Frankrijk. Sinds 1991 staat het op de werelderfgoedlijst van UNESCO. Het wordt onder andere geroemd om zijn geschiktheid voor verschillende gebruiksdoelen (abdij, militair fort, paleis, pantheon) en zijn artistieke waarde.
In het begin van de 21ste eeuw wonen er nog circa 50 monniken in het klooster. Het is geopend voor bezoekers. In 2010 kreeg de abdij de hoogste Catalaanse onderscheiding, de Medalla d'Or de la Generalitat voor zijn culturele en historische staat van dienst.
Alhambra, Generalife en Albaicín, Granada ·
Kathedraal van Burgos ·
Historisch centrum van Córdoba ·
Klooster en plaats van het Escorial, Madrid ·
Werken van Gaudí ·
Grot van Altamira en de paleolithische grotkunst van Noord-Spanje ·
Monumenten van Oviedo en het koninkrijk Asturië ·
Oude stad Ávila met de Kerken-buiten-de-Muren ·
Oude stad Segovia en aquaduct ·
Santiago de Compostella (oude stad) ·
Nationaal park Garajonay ·
Historische stad Toledo ·
Mudéjararchitectuur van Aragón ·
Oude stad Cáceres ·
Kathedraal, Alcázar en Archivo General de Indias in Sevilla ·
Oude stad Salamanca ·
Klooster van Poblet ·
Archeologisch ensemble van Mérida ·
Pelgrimsroute naar Santiago de Compostella ·
Koninklijk klooster van Santa Maria de Guadalupe ·
Nationaal park Doñana ·
Historische ommuurde stad Cuenca ·
La Lonja de la Seda van Valencia ·
Las Médulas ·
Palau de la Música Catalana en Hospital de Sant Pau, Barcelona ·
Monte Perdido ·
Kloosters van San Millán Yuso en Suso ·
Prehistorische rotskunst in de Coa Vallei en de Siega Verde ·
Rotskunst van het Middellandse Zeebekken op het Iberisch Schiereiland ·
Universiteit en historische parochie van Alcalá de Henares ·
Ibiza, biodiversiteit en cultuur ·
San Cristóbal de La Laguna ·
Archeologisch ensemble van Tarraco ·
Archeologisch Atapuerca ·
Catalaanse romaanse kerken van de Vall de Boí ·
Palmeral van Elche ·
Romeinse muur van Lugo ·
Cultuurlandschap van Aranjuez ·
Monumentale renaissance-ensembles van Úbeda en Baeza ·
Vizcayabrug ·
Oude en voorhistorische beukenbossen van de Karpaten en andere regio's van Europa ·
Nationaal park El Teide ·
Herculestoren ·
Cultuurlandschap van de Serra de Tramuntana ·
Erfgoed van kwik. Almadén en Idrija ·
Dolmens van Antequera ·
Kalifaatstad Medina Azahara ·
Cultuurlandschap van de Risco Caído en de heilige bergen van Gran Canaria  ·
Paseo del Prado en Parque del Buen Retiro, een landschap van kunst en wetenschap
- Biblioteca Nacional de España: XX105889
- Bibliothèque nationale de France: cb12005096h (data)
- Catàleg d'autoritats de noms i títols de Catalunya: 981058516441506706
- Gemeinsame Normdatei: 1001107-9
- International Standard Name Identifier: 0000 0001 1941 3364
- Library of Congress Control Number: n80152880
- MusicBrainz: 22ad9804-f33d-4f39-978a-e3c988fadba4
- Nationale Bibliotheek van Israël: 987007266646205171
- Système universitaire de documentation: 027486028
- Union List of Artist Names: 500311390
- Virtual International Authority File: 144993619